# Astrid Theselius
Astrid Karin Margareta Theselius, född 6 augusti 1927 i Engelbrekts församling i Stockholm, död 22 april 2019, var en svensk tecknare och målare,
Hon var dotter till tjänstemannen Johan Alvar Theselius och Hulda Hällöf och från 1954 gift med Pär Andersson och mor till Mats Theselius. Hon studerade vid fackavdelningen för dekorativ målning vid Konstfackskolans högre konstindustriella avdelning 1947–1949. Hon medverkade i Nationalmuseums utställning Unga tecknare på 1940-talet och i några samlingsutställningar. Theselius är representerad vid Nationalmuseum. Hon är begravd på Norra begravningsplatsen utanför Stockholm.